# Lycaeides ongodai
Lycaeides ongodai är en fjärilsart som beskrevs av Tutt 1909. Lycaeides ongodai ingår i släktet Lycaeides och familjen juvelvingar. Inga underarter finns listade i Catalogue of Life.